# Nyctimene certans
Nyctimene certans är en däggdjursart som beskrevs av K. Andersen 1912. Nyctimene certans ingår i släktet Nyctimene och familjen flyghundar. IUCN kategoriserar arten globalt som livskraftig. Inga underarter finns listade.
Inom släktet Nyctimene har arten den kortaste raden av tänder (över- och underkäken) jämförd med huvudets längd. Dessutom är den sista molaren bredast och nästan lika bred som lång. Pälsfärgen är en prickig blandning av mörkgråa och bruna hår. Med 54,8 till 67,4 mm långa underarmar är arten medelstor inom släktet.
Denna flyghund förekommer i bergstrakter på Nya Guinea samt på Bismarckarkipelagen. Arten vistas vanligen mellan 800 och 2800 meter över havet. Habitatet utgörs av olika skogar och av trädgårdar. En eller två individer vilar gömda bland trädens blad. De äter främst frukter.